# Nanorana taihangnica
Nanorana taihangnica es una especie  de anfibio anuro de la familia Dicroglossidae. Solo se conoce de la montaña Taihang, cerca de la ciudad de Jiyuan, en la provincia de Henan (China). Su rango altitudinal va de los 720 a los 1230 m. 